# Jocs Eqüestres Mundials

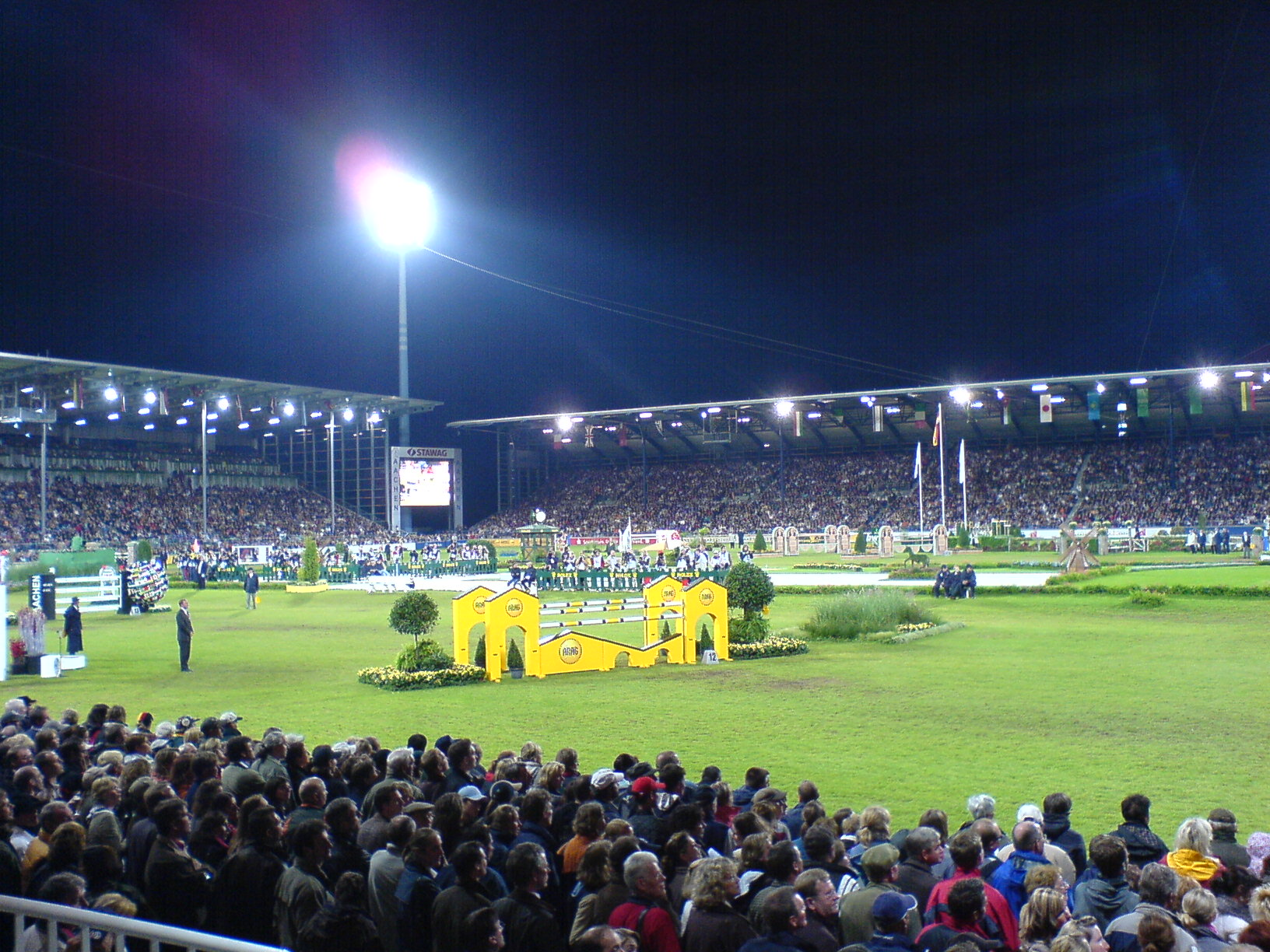
Els Jocs Eqüestres Mundials d'Aquisgrà 2006

Els Jocs Eqüestres Mundials són un esdeveniment esportiu hípic que inclou diverses modalitats eqüestres que es desenvolupen cada quatre anys i són actualment el més gran esdeveniment hípic del món reconegut per la FEI (Federació Eqüestre Internacional). Els vencedors de les diferents proves obtenen el títol màxim de Campions del Món.
Són relativament recents, ja que s'inauguraren el 1990 a Estocolm, Suècia, a iniciativa del príncep Felip del Regne Unit, president de la FEI entre 1964 i 1986. A mesura que passà el temps els jocs van anar ampliant les disciplines que es disputen fins a incloure en l'últim campionat 8 de les 10 oficials de la FEI: el salt, el concurs complet, la doma clàssica, el raid, el volteig, el reining i els enganxes. Fins ara s'han celebrat sis vegades amb les seus a: Estocolm, Suècia (1990); l'Haia, Països Baixos (1994); Roma, Itàlia (1998); Jerez de la Frontera, Espanya (2002), Aquisgrà, Alemanya (2006); Lexington, Kentucky, Estats Units (2010) i Normandia, França (2014). L'edició del 2018 se celebrarà a Bromont, Quebec, Canadà. La competició es desenvolupa, igual que els Jocs Olímpics, cada quatre anys, i sempre en anys parells, quedant aleshores en alternança amb les Olimpíades.
Hi participen molts dels millors genets del món i la majoria dels cavalls més qualificats, que competeixen durant unes dues setmanes. Els genets que competeixen en els jocs passen per un rigorós procés de selecció durant els quatre anys anteriors a cada competició. Cada país participant enviarà llavors equips integrats pels millors genets en la seva disciplina.

## Edicions
| Any  | Lloc                                       |
| ---- | ------------------------------------------ |
| 1990 | Estocolm, Suècia                           |
| 1994 | La Haia, Països Baixos                     |
| 1998 | Roma, Itàlia                               |
| 2002 | Jerez de la Frontera, Andalusia, Espanya   |
| 2006 | Aquisgrà, Rin del Nord-Westfàlia, Alemanya |
| 2010 | Lexington, Kentucky, Estats Units          |
| 2014 | Normandia, França                          |
| 2018 | Bromont, Quebec, Canadà                    |

## Medaller
Aquest és el recompte de les medalles aconseguides fins ara pels diversos equips nacionals des del 1990 (incloent els de les desaparegudes Alemanya Occidental i Unió Soviètica).
|    | País                | Or | Plata | Bronze | Total |
| -- | ------------------- | -- | ----- | ------ | ----- |
| 1  | Alemanya            | 26 | 14    | 20     | 60    |
| 2  | Regne Unit          | 12 | 14    | 8      | 34    |
| 3  | Estats Units        | 12 | 12    | 11     | 35    |
| 4  | Països Baixos       | 11 | 12    | 7      | 30    |
| 5  | França              | 8  | 14    | 5      | 27    |
| 6  | Nova Zelanda        | 5  | 1     | 2      | 8     |
| 7  | RFA                 | 4  | 4     | 4      | 12    |
| 8  | Suïssa              | 4  | 2     | 2      | 8     |
| 9  | Bèlgica             | 3  | 5     | 2      | 10    |
| 10 | Espanya             | 2  | 2     | 2      | 6     |
| 11 | Suècia              | 2  | 1     | 7      | 10    |
| 12 | Emirats Àrabs Units | 2  | 1     | 1      | 4     |
| 13 | Dinamarca           | 1  | 5     | 4      | 10    |
| 14 | Canadà              | 1  | 3     | 3      | 7     |
| 15 | Austràlia           | 1  | 1     | 6      | 8     |
| 16 | Brasil              | 1  | –     | –      | 1     |
| 16 | Irlanda             | 1  | –     | –      | 1     |
| 18 | Itàlia              | –  | 2     | 3      | 5     |
| 19 | Àustria             | –  | 1     | 3      | 4     |
| 20 | Finlàndia           | –  | 1     | 2      | 3     |
| 21 | Hongria             | –  | 1     | 1      | 2     |
| 22 | Unió Soviètica      | –  | 1     | –      | 1     |
| 22 | Aràbia Saudita      | –  | 1     | –      | 1     |
| 24 | Portugal            | –  | –     | 1      | 1     |
| 24 | Eslovàquia          | –  | –     | 1      | 1     |
| 24 | Noruega             | –  | –     | 1      | 1     |